# Piz Dschimels
Le piz Dschimels, ou I Gemelli, est un sommet des Alpes, à cheval entre la Lombardie en Italie et le canton des Grisons en Suisse.
Situé à 3 501 m d'altitude dans la chaîne de la Bernina en Engadine, sa voie d'accès se fait par le refuge Coaz (2 610 m).